# Покр-Сепасар
Покр-Сепасар (арм. Փոքր Սեպասար) — населенный пункт в Армении. Находится в Ширакской области.

## Население
По результатам переписи населения 2012 года постоянное население Покр-Сепасара составляло 230 человек.
Изменение населения Покр-Сепасара:
| Год       | 1886 | 1897 | 1926 | 1939 | 1959 | 1979 | 1989 | 2001 | 2011 |
| Население | 132  | 177  | 362  | 491  | 387  | 59   | 163  | 172  | 173  |